# 小行星5993
小行星5993（英語：5993 Tammydickinson）是一颗围绕太阳公转的小行星。1981年3月2日，舒爾特·巴斯在赛丁泉山发现了此天体。
这颗小行星的绝对星等为197.6084284007642等。